# Begonia hondurensis
Begonia hondurensis là một loài thực vật có hoa trong họ Thu hải đường. Loài này được Burt-Utley & Utley mô tả khoa học đầu tiên năm 1999.